# سرخن‌آباد
سرخن‌آباد، روستایی است از توابع بخش لوه شهرستان گالیکش در استان گلستان ایران.

## جمعیت
این روستا در دهستان قراولان قرار داشته و بر اساس سرشماری سال ۱۳۸۵ جمعیت آن ۲۰۲ نفر (۵۴ خانوار)
بوده است.